# Csongrád (stad)
Csongrád (Duits: Tschongrad, Roemeens: Ciongrad) is een stad in het comitaat Csongrád in het zuiden van Hongarije. De naam is van slavische oorsprong en betekent "de zwarte stad".

## Partnersteden

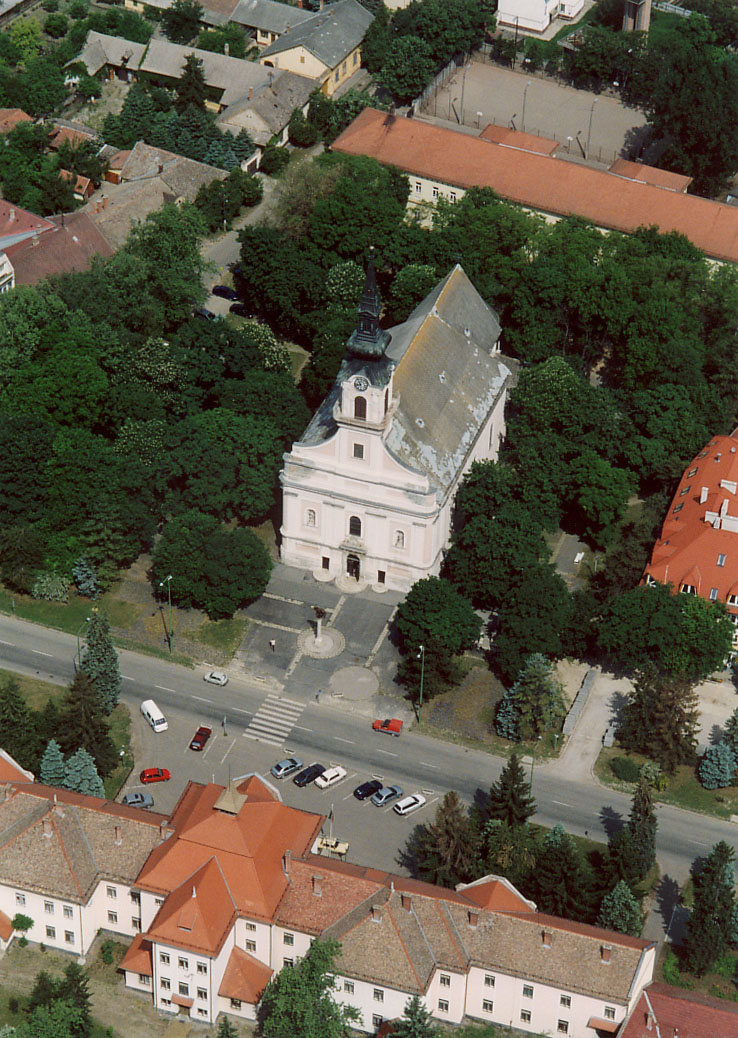
Csongrád 'Tempel'

- Bełchatów (Polen)
- Raisio (Finland)
- Óbesce (Servië)